# Джордж Вашингтон де Лонг
Джордж Вашингтон де Лонг (на английски: George Washington de Long) е американски военноморски офицер, лейтенант, изследовател на Арктика.

## Биография
Роден е на 22 август 1844 година в Ню Йорк, САЩ. През 1865 завършва Военноморската академия на САЩ в Нюпорт, Роуд Айлънд. През 1873 извършва първото си плаване в полярните ширини – в Бафиновия залив.
На 8 юли 1879 възглавява експедиция на яхтата „Жанета“, с цел достигане на Северния полюс през Беринговия проток и търсене на експедицията на Нилс Адолф Ерик Норденшелд. Експедицията се провеждала под егидата на американския военноморски флот и е спонсорирана от Джеймс Гордън Бенет – младши, собственик на вестник „Ню Йорк Хералд Трибюн“.
След като достига до Колючинския залив, на северното крайбрежие на Чукотка и узнава, че Норденшелд благополучно е продължил своето плаване, завива на север към полюса. На 5 септември 1879, на североизток от остров Хералд (71°23′ с. ш. 175°40′ з. д. / 71.383333° с. ш. 175.666667° з. д.) „Жанета“ замръзва в ледовете и започва дрейф на северозапад, който продължава 21 месеца. По време на дрейфа през май 1881 открива островите Жанета (16 май, 3,3 км2, 76°43′ с. ш. 158°07′ и. д. / 76.716667° с. ш. 158.116667° и. д.) и Хенриета (24 май, 12 км2, 77°06′ с. ш. 156°30′ и. д. / 77.1° с. ш. 156.5° и. д.), всичките от о-вите Де Лонг (228 км2).
На 13 юни 1881 година корабът е смачкан от ледовете и потъва и Де Лонг и неговият екипаж тръгват към континента с три малки лодки. Едната от лодките изчезва безследно, втората, в която е Де Лонг, е отнесена от ледовете на северозапад до 77° 41` с.ш., където на 27 юли американците откриват остров Бенет (150 км2, 76°44′ с. ш. 149°30′ и. д. / 76.733333° с. ш. 149.5° и. д.). След големи трудности останалите две лодки достигат до делтата на река Лена, но съдбата им е различна. В мъглата се разделят и лодката с Де Лонг и целия ѝ екипаж (12 души, с изключение на двама души, които са изпратени да търсят помощ) загиват от глад по време на зимуването през 1881 – 1882. Екипажът на другата лодка е спасен от местното население. Едва през март 1882 спасителният отряд достига до зимовището на Де Лонг, където са открити телата на загиналите и дневниците на де Лонг.

## Памет
Неговото име носят:
- острови Де Лонг в Източносибирско море;
- планина Де Лонг (68°25′ с. ш. 161°40′ з. д. / 68.416667° с. ш. 161.666667° з. д.) в западната част на планините Брукс в Северозападна Аляска;
- фиорд Де Лонг (83°12′ с. ш. 40°46′ з. д. / 83.2° с. ш. 40.766667° з. д.) на северното крайбрежие на Гренландия;
- три кораба от военноморския флот на САЩ.